# Cerro Inacaliri
Cerro Inacaliri är ett berg i Bolivia, på gränsen till Chile. Det ligger i den sydvästra delen av landet, 400 km sydväst om huvudstaden Sucre. Toppen på Cerro Inacaliri är 5 615 meter över havet, eller 1 040 meter över den omgivande terrängen. Bredden vid basen är 17,5 km.
Terrängen runt Cerro Inacaliri är kuperad österut, men västerut är den bergig. Runt Cerro Inacaliri är det glesbefolkat, med 10 invånare per kvadratkilometer.. Det finns inga samhällen i närheten. 
Trakten runt Cerro Inacaliri är ofruktbar med lite eller ingen växtlighet.